# Seznam osebnosti iz Občine Šenčur
Seznam osebnosti iz Občine Šenčur vsebuje osebnosti, ki so se rodile, delovale ali umrle v Občini Šenčur. 

## Do 19. stoletja
- Gašpar Franchi (okoli 1657, Videm – 1733, Ljubljana): zvonar, vlival je zvonove za Voklo, Visoko pri Šenčurju in Šenčur.
- Jakob Stare (17. stoletje, Prebačevo – 1688, Kranj): bil je vodja kmečkih uporov in upornikov s Smlednika, njegovo spominsko ploščo, ki stoji v Prebačevem, je naredil Peter Jovanovič.
- Janez Vrbnik (ok. 1733, okolica Kranja – 1805, Dob, Domžale): kipar, pripisujejo mu izdelavo stranskih oltarjev v šenčurski cerkvi.

## 19. stoletje
- Grča Blazij (1846, Spodnja Bela – 1938, Šenčur): narodni buditelj, duhovnik; leta 1916 se je kot upokojeni konzistorialni svetnik goriške nadškofije preselil v Šenčur.
- Janez Burger Arhivirano 2019-02-02 na Wayback Machine. (1761, Voglje – 1822, Brdo pri Lukovici): pravnik, v času Ilirskih provinc je bil izvoljen za župana, ko so kmetje v Črnem grabnu pobili francoske vojake, jih je kot advokat veliko odrešil, ta dogodek je popisan v romanu z naslovom Rokovnjači, njegovega pravnuka Janka Kersnika.
- Luka Jelenc (1857, Dražgoše – 1942, Ljubljana): učitelj in šolnik; med leti 1882–1899 je kot učitelj služboval v Šenčurju pri Kranju, kjer je tudi dosegel, da so namesto enorazrednice dobil dvorazrednico, ustanovil je tudi bralno in gasilsko društvo ter učiteljsko društvo za kranjski okraj.
- Andrej Karlin (1857, Stara Loka – 1933, Maribor): duhovnik, teolog, šolnik, glasbenik, gospodarstvenik in narodni buditelj; med leti 1883 in 1885 je služboval kot kaplan v Šenčurju.
- Anton Koblar (1854, Železniki – 1928, Kranj): duhovnik, arhivist in zgodovinar; bil je šenčurski kaplan pred letom 1890, ustanovil in urejal je Izvestja Muzejskega društva za Kranjsko, ki je izhajalo med leti 1891-1908.
- Alojzij Kokalj, psevdonim Luigi Calco (1869, Srednja vas pri Šenčurju – 1931, Ljubljana): odvetnik in pisatelj; pisal je satirične listke, ki jih je objavljal v časniku Slovenskem narodu pod prej omenjenim psevdonimom Luigi Calco.
- Josip Lavtižar (1851, Kranjska Gora – 1943, Rateče): potopisec, dramatik, skladatelj, zgodovinar in duhovnik v Šenčurju pred letom 1885.
- Luka Martinak (1798, Šenčur – 1850, Ljubljana): šolnik, bibliotekar, profesor, leta 1827 je učil kot humanitetni profesor v Ljubljani skupaj s Matijem Čopom, bil je v stikih s Adrejem Smoletom, Francetom Prešernom, svoje učence spodbujal je k pisanju počitniških nalog, njegova učenca sta bila tudi preddvorski Matija Valjavec in Janez Trdina.
- Andrej Praprotnik (1827, Podbrezje – 1895, Ljubljana): učitelj, pesnik, pisatelj in urednik, kot otrok je živel pri stricu Jakobu v Šenčurju, kjer je tudi hodil v šolo in se učil orglati.
- Simon Robič (1824, Kranjska Gora – 1897, Šenturška Gora): naravoslovec, gornik, jamar in kot duhovnik je služboval v Preddvoru in Šenčurju.
- Janez Sajovic (1831, Visoko – 1917, Ljubljana): stolni prošt, duhovnik, bil je ohranjevalec podatkov o Francetu Prešernu.
- Joža Štempihar, imenovali so ga gorenjski Martin Krpan, o njem je Matija Valjavec napisal mimično pripovedko; Štempihar je živel na Olševku, bil je dobrosrčen, bogat in zelo močan, bil je tudi tihotapec soli in tobaka, bil je tudi navdih Franu Levstiku za Martina Krpana.
- Valentin Štempihar (1851, Olševek – 1921, Ljubljana): odvetnik in publicist.
- Janez Šubic mlajši (1850, Poljane nad Škofjo Loko – 1889, Kaiserslautern, Porenje – Pfalška, Nemčija): slikar, leta 1884 je končal poslikavo Šenčurske cerkve, ki jo je začel že njegov oče, Janez Šubic, pri čemer mu je pomagal brat Valentin Šubic. Naslikal je tudi portrete svojih bližnjih znancev z Visokega.
- Jurij Šubic (1855, Poljane nad Škofjo Loko– 1890, Leipzig, Nemčija): slikar, naslikal sv. Jurija v cerkvi v Voklem, sv. Radegundo v Srednji vasi pri Šenčurju in poslikal cerkev v Olševku.
- Štefan Šubic (1820, Hotovlja – 1884, Poljane nad Škofjo Loko): podobar, slikar; naredil je oltarne podobe v cerkvi v Šenčurju.
- Valentin Šubic. (1859, Poljane nad Škofjo Loko – 1927, Poljane nad Škofjo Loko): podobar, kipar; izdelal je glavni oltar v cerkvi sv. Jerneja v Voklem pri Šenčurju, prenovil je oltar v Šenčurju.
- Ivan Valjavec (1832, Srednja vas pri Šenčurju – 1875, Celovec): literarni zgodovinar, pridigar in duhovnik.
- Jakob Virjent (1854, Olševek – 1945, Olševek): čebelar; pospeševal je razvoj čebelarstva, razvil je stari panj, ki je po njem dobil ime »virjent«, izumil je tudi stiskalnico za vosek.
- Valentin Žun (1873, Trboje – 1918, Ljubljana): pravnik, finančnik in prevajalec; prevajal je iz ruščine in češčine; z radovljiškim županom si je kot član občinskega odbora prizadeval za vodovod v Radovljici.
- Janez Pipan (1899, Šenčur - 1942, Draga pri Begunjah) - po domače: Pər Lénart, po poklicu tesar, narodno zaveden, v njegovi hiši (danes Stružnikova pot 2, Šenčur) je bil sprejet sklep o ustanovitvi Kokrške čete. Izdan in ujet 8.3.1942, ko so Nemci tudi požgali njegovo domačijo, njega pa odpeljali v Begunjske zapore, kjer je bil mučen in 31.3.1942 ustreljen v Dragi[1].
- Marija Zupan por. Pipan (1897, Šenčur - 1942, Šenčur) - po domače: Pər Lénart, napredno usmerjena, žena Janeza Pipana, živa zgorela v nemškem požigu hiše 8.3.1942.
- Janko Pipan (1926 - 1942) - po domače: Pər Lénart, član Zveze komunistične mladine, živ zgorel v nemškem požigu hiše 8.3.1942.

## 20. in 21. stoletje
- Tomaž Ahačič (1969, Kranj – 2016, TTržič): pevec, inštruktor vožnje, predavatelj predmetnih predpisov; član skupine Yuhubanda, kot solist je pel s pihalnim orkestrom Šenčur in Tržič.
- Franc Benedik (1944, Kranj –): muzealec, zgodovinar in geograf; tudi urednik zbornika Šenčursko območje med nemško okupacijo in narodnoosvobodilnim bojem, Šenčur 2008.
- Pavel Bobnar (1912, Šenčur – 1940, Šenčur): pesnik, govornik, risar in dramatik; ohranjenih 47 njegovih spisov, snov je jemal iz preteklega in sodobnega vaškega življenja (npr. dela V borbi za svobodo, Izdajalec z Visokega; Halo1 Tu radio Šenčur!, Šenčursko življenje, …).
- Rado Bohinc (1949, Trboje – ): slovenski politik, poslanec in pravnik; profesor na Fakulteti za družbene vede  UL, 2007–2011 je bil rektor na Univerzi na Primorskem.
- Peter Bohinjec (1864, Visoko pri Šenčurju – 1919, Duplje): pisatelj in publicist. Objavljal je v mnogih revijah in časnikih, npr. v Zori, Duhovnem pastirju, Izvestjih muzejskega društva za Kranjsko, Slovenski narodVSlovenskem narodu, Domoljubu, Gorenjcu, pri Mohorjevi družbi idr.
- Franc Bricelj (1904, Šenčur – 1940, Šentvid nad Ljubljano): organist, skladatelj in zborovodja. Njegova skladateljska bibliografija obsega nad 100 glasbenih enot, pesnil je manjše impresije, mile božične, postne in zanosne velikonočne pesmi ipd.
- Hinko Ciglič (?): arhitekt – postavil je več spominskih plošč padlim v NOB: Voglje 1955, 1960; Voklo 1955; in spominsko ploščo žrtvam fašističnega nasilja v Prebačevem 1965.
- Marija Ferjan (1891, Visoko pri Šenčurju – 1963, Olševek): pesnica, igralka; sestra Jožefa Jagodica, igrala je v visoškem kulturnem društvu, pisala je  pesmi in dramske prizore. Pisala je tudi o bridki usodi vaških fantov, ki so v 1. svetovni vojni morali na fronto in o ljudeh, ki so ostali doma.
- Peter Fister (1940, Celje – ): arhitekt, profesor, na Gorenjskem si prizadeval za ohranjanje in obnavljanjem kulturne dediščine, ustvaril je pogoje, da so bila mestna jedra in vaška naselja s pomembno kulturno dediščino dokumentirana, med njimi je bil tudi Šenčur.
- Gregor Grilc (1970, Šenčur – ): alpski smučar, za Slovenijo je nastopal na Olimpijskih igrah 1992 in 1994.
- Jožef Jagodic (1899, Visoko pri Šenčurju – 1974 Lienz, Avstrija): duhovnik, pisec, pisal je za cerkvene namene, ukvarjal se je tudi z liturgičnim petjem.
- Marija Marjeta Jurgele (1940, Kranj – ): učiteljica slovenščine in nemščine, pesnica; pleše v šenčurski folklorni skupini.
- Vitomir Feodor Jelenc (1885, Šenčur – 1922, Ljubljana): časnikar, pisatelj, urednik političnega dnevnika Jutro.
- Janez Jocif (1960, Ljubljana – ): glasbenik, kulturni delavec, z družino živi na Olševku.
- Valentin Kokalj, po domače Zormanov Tine (1901, Suha pri Predosljah – 1943, Mathausen, Avstrija): kulturni delavec, mlinar, leta 1933 je postal predsednik dramske skupine na Visokem, 16. 9. 1941 je v svojem mlinu ustanovil odbor OF za Visoko in Luže, oskrboval je partizane in tudi sam šel med njih. Leta 1955 so po njem poimenovali kulturno društvo na Visokem.
- Ivan Kozelj (1896, Olševek – 1982, Zagreb): jezuit in filozof.
- Miro Kozelj (1946, Hotemaže – ): pravnik in župan; župan Občine Šenčur od 2002 do 2009, od 2010 do 2014.
- Marijan Krišelj (1931, Visoko pri Šenčurju – 2005, Srednja Bela): novinar, publicist in pesnik.
- Franc Kuzma (1955, Cerklje na Gorenjskem – ): podjetnik, inovator, leta 1992 je svoje podjetje, ki izdeluje gramofone, preselil v Hotemaže.
- Stanislav Mahkota (1913, Voklo – 2010, Sežana): humanist, zdravnik in pevec.
- Andreja Markun (1974, Srednja vas pri Šenčurju – ): profesionalna glasbenica, pianistka. Za izvedbo Koncerta za klavir in orkester št. 2 Ludwiga van Beethovna je prejela Prešernovo nagrado Akademije za glasbo.
- Anton Ogrizek (1909, Šenčur – 1988, Ljubljana): strojnik, tekstilec, podprl je ustanovitev tekstilne šole v Kranju.
- Marjan Podržaj (1959, Jesenice – ): lokostrelec, član Lokostrelskega kluba Šenčur. Njegova prva pomembna medalja je bila na svetovnem prvenstvu leta 1998 v Gurglu v Avstriji. V isti disciplini je leta 2000 dosegel drugo mesto. Leta 1998 je izdal tudi knjigo Lokostrelstvo.
- Marko Pogačnik (1972, Šenčur – ): politik in poslovnež.
- Ciril Pregelj (1887, Olševek – 1966, Ljubljana): glasbeni pedagog, zborovodja in  skladatelj. Kot skladatej je komponiral krajše orkestralne in plesne skladbe, scensko glasbo, mladinske skladbe za klavir, samospeve, zborovske skladbe in priredbe ljudskih pesmi.
- Lovrenc Prestor (1890, Srednja vas pri Šenčurju – 1954 Srednja vas pri Šenčurju): pisatelj, pisal je o svojih otroških in mladostnih letih v Srednji vasi.
- Igor Pustovrh (1961, Gorenja vas – 2011, Škofja Loka): slikar, od leta 1993 je vodil sitografski in fotografski studio Atelje T v Šenčurju in v Stari Loki.
- Stanko Rape (1898, Olševek – 1969, Ljubljana): pedagog, politik, organizator športnega in prometnega letalstva.
- Štefan Remic (1953, Šenčur – ): slikar in pesnik.
- Bojan Ropret (1957, Hotemaže – ): kolesar, športnik, olimpijec in organizator dela; tekmoval je na Olimpijskih igrah leta 1976, 1980, 1984, že štirikrat je bil izbran za kolesarja leta med veterani, enako je že štirikrat zmagal na dirkah Po ulicah Kranja.
- Anton Sever (1886, Šenčur – 1965, Ljubljana): kipar in medaljer. Izdelal je portrete znanih Slovencev, npr. Franceta Prešerna, Ivana Prijatelja, Simona Gregorčiča, Primoža Trubara, Julije Primic idr.
- Ljubinka Šimunac (1916, Kruševac – 2015, Kranj): knjižničarka, učiteljica in direktorica; v letih 1976 do 1982 je bila direktorica Osrednje knjižnice Kranj, leta 1981 je odprla prenovljeno podružnično knjižnico v Šenčurju.
- Matija Škerbec (1886, Stari trg pri Ložu – 1963, Cleveland, ZDA): duhovnik, politik in publicist. Leta 1937 je napisal knjigo Šenčurski dogodki.
- Josip Tičar (1875, Trboje – 1946, Ljubljana): organizator planinstva, zdravnik, služboval je kot okrajni zdravnik v Kranju (1903–1918), med leti 1907–1910 je bil kranjskogorski župan; dal je pobudo za graditev planinske koče na Vršiču, ta je bila leta 1946 po njem poimenovana Tičarjev dom. Z Jernejem Demšarjem sta leta 1912 ustanovila gorsko reševalno postajo v Kranjski Gori.
- Duša Trobec Bučan (1958, Kranj – ): ministrica, državna sekretarka in pravnica, živi v Hotemažah. Leta 2010 je bila državna sekretarka v Službi Vlade RS za lokalno samoupravo in regionalno politiko, nato pa je bila januarja 2011 imenovana za ministrico brez resorja, odgovorno za lokalno samoupravo in regionalno politiko.
- Peter Trpin (1922, Ljubljana – 1984): arhitekt, uporabni umetnik; postavil je spominsko obeležje za NOB v Šenčurju.
- Anton Umnik (1887, Šenčur – 1942, Hraše): politik, zadružnik, predvojni šenčurski župan, vodja šenčurske posojilnice in hranilnice.
- Francka Uranič Kadunc (1919, Javornik – Koroška Bela pri Jesenicah – 1996, Srednja vas pri Šenčurju): šivilja, igralka, maskerka in prišepetovalka; te vloge je opravljala v Prosvetnem društvu Šenčur, igre je tudi režirala, napisala je tudi spomine, ki so prvi pomembnejši zapis o igralski dejavnosti v Šenčurju.
- Janez/John Zaplotnik, (1883, Luže – 1978, Omaha, Nebraska, ZDA): izseljenski biograf, duhovnik, bil je župnik na slovenski fari v Rock Springsu v(Wyomingu, 1927–30), raziskoval je življenje slovenskih izseljencev v Združenih državah Amerike.
- France Žvan (1904, Javornik pri Jesenicah – 1964, Šenčur): kipar, rezbar, 1937 se je z družino preselil v Šenčur in postal vaški podobar.

## Imajo spomenik ali spominsko ploščo
- Janko Belehar (? –  24. 10. 1942): spominska plošča v Šenčurju, na kraju, kjer je bil obešen.
- Jernej Bohinec (? – 26. 8. 1944): spominska plošča v Trbojah na mestu, kjer so ga belogardisti ustrelili.
- Fran Šimnovec – Koren (? – Voglje, 3. 3. 1945): spominska plošča na mestu, kjer so ga belogardisti umorili, avtor plošče je Hinko Ciglič.
- Janez Mlakar: revolucionar, borec, ustanovitelj partijske organizacije.
- Pər Lénart[2]: Janez Pipan (26.12.1899, Šenčur - 31.3.1942, Draga pri Begunjah), Marija Pipan (10.9.1897, Šenčur - 8.3.1942, Šenčur), Janko Pipan (1.1.1926, Šenčur - 8.3.1942, Šenčur): spominska plošča v Šenčurju (danes Stružnikova pot 2, Šenčur). V hiši, ki je stala na tej lokaciji, je bil sprejet sklep o ustanovitvi Kokrške čete, po izdaji so Nemci obkolili in požgali domačijo, v kateri sta živa zgorela Marija in Janko, Janez pa je bil ranjen odpeljan v begunjske zapore in tam po mučenju ustreljen. Preživelima otrokoma Viktorju (1930 - 2006) in Rozaliji (1935 - 2018), ki ju je iz goreče hiše rešil sovaščan Alojz Rabič, pa so po vojni na mestu pogorišča udarniško zgradili novo hišo[1].